# Fatkullina paradoxa
Fatkullina paradoxa is een mosdiertjessoort uit de familie van de Fatkullinidae. De wetenschappelijke naam van de soort is voor het eerst geldig gepubliceerd in 1998 door Grischenko, Gordon & Taylor.